# Octonió
Els  octonions  són l'extensió no associativa dels quaternions. Van ser descoberts per John Thomas Graves el 1843, i independentment per Arthur Cayley, qui ho va publicar per primera vegada el 1845. Són anomenats, de vegades, nombres de Cayley.
Els octonions formen una àlgebra 8-dimensional sobre els nombres reals i poden ser compresos com un octet ordenat de nombres reals. Cada octonions forma una combinació lineal de la base: 1,  i   1 ,  i   2 ,  i   3 ,  i   4 ,  i   5 ,  i   6 ,  i   7 .
La forma de multiplicar octonions està donada en la taula següent:
| ·   | 1   | i 1  | i 2  | i 3  | i 4  | i 5  | i 6  | i 7  |
| 1   | 1   | i 1  | i 2  | i 3  | i 4  | i 5  | i 6  | i 7  |
| i 1 | i 1 | -1   | i 4  | i 7  | -i 2 | i 6  | -i 5 | -i 3 |
| i 2 | i 2 | -i 4 | -1   | i 5  | i 1  | -i 3 | i 7  | -i 6 |
| i 3 | i 3 | -i 7 | -i 5 | -1   | i 6  | i 2  | -i 4 | i 1  |
| i 4 | i 4 | i 2  | -i 1 | -i 6 | -1   | i 7  | i 3  | -i 5 |
| i 5 | i 5 | -i 6 | i 3  | -i 2 | -i 7 | -1   | i 1  | i 4  |
| i 6 | i 6 | i 5  | -i 7 | i 4  | -i 3 | -i 1 | -1   | i 2  |
| i 7 | i 7 | i 3  | i 6  | -i 1 | i 5  | -i 4 | -i 2 | -1   |

Aquest producte no és commutatiu ni associatiu. A causa d'aquesta no associativitat, els octonions, a diferència dels quaternions, no admeten una representació matricial.